# Гарганега
Гарганега (на италиански: Garganega)е бял винен сорт грозде, с произход Италия. Сортът е най-разпространен в районите на Венето, Умбрия, Ломбардия, Пулия и Сардиния. През 1998 г. сортовите насаждения в Италия са 13 048 хектара.
Сортът е изестен и с наименованията: D'Oro, Dorana di Venetia, Garganega Bianca, Garganega Biforcuta, Garganega Frastagliata, Garganega Comune, Garganega di Gambellara, Garaganega Gentile, Garganega Grosso, Garganega piramidale, Garganega rossa, Garganega Veronese, Garganegra, Grecanico, Ora, Oro, Ostesa, Ostesona и др.
Среднозреещ сорт. Лозите се отличават със среден растеж и висока родовитост.
Гроздът е средно едър, цилиндрично-коничен или коничен, често крилат, със средна плътност. Зърната са малки, закръглени или слабо овални, светлозелени, често със слънчев загар. Месото е сочно.
Захарното съдържание в мъстта е 19 – 20 г./100 см3, при титруеми киселини 7 – 8 г/дм3. Използва се за приготвяне на висококачествени бели трапезни и подсилени вина, а също така за прясна консумация.
Има пет зони DOC за Гарганега в Италия: Bianco di Custoza, Colli Berici, Colli Euganei, Gambellara и Soave. Гарганега най-вече се свързва с известното вино Соаве (Soave) от района на Венето. Соаве е купажно вино с Гарганега като водещ сорт. Вината от Гарганега се отличават със структура, плътност и аромат на бадеми, зелена слива и цитруси. Когато гроздето се остави да стафидира, от него се правят десерните вина Речиото (Recioto).